# 马西米诺
马西米诺（義大利語：Massimino），是意大利萨沃纳省的一个市镇。总面积7.73平方公里，人口129人，人口密度16.7人/平方公里（2009年）。ISTAT代码为009037。